# پسران خوش‌تیپ
پسران خوشتیپ (انگلیسی: Handsome Guys؛ کره‌ای: 핸섬가이즈) فیلم کمدی سیاه ترسناک محصول کره جنوبی در سال ۲۰۲۴ به نویسندگی و کارگردانی نام دونگ هیوپ و با بازی لی سونگ مین، لی هی جون، گونگ سونگ یون، پارک جی هوان و لی کیو هیونگ است. این فیلم، بازخلق فیلم کمدی ترسناک کانادایی تاکر و دیل در برابر شیطان (۲۰۱۰) است. این فیلم در ۲۶ ژوئن ۲۰۲۴ منتشر شد.

## بازیگران
- لی سونگ مین در نقش کانگ چه پیل[۵]
- لی هی جون در نقش پارک سانگ دو[۶]
- گونگ سونگ یون در نقش کیم می نا[۷]
- پارک جی هوان در نقش چوی، رئیس ایستگاه پلیس
- لی کیو هیونگ در نقش نام دونگ یون، یک افسر پلیس در ایستگاه پلیس
- وو هیون در نقش پدر کیم